# Barranc del Prat Nou
El Barranc del Prat Nou és un corrent fluvial de l'Alt Urgell, que neix al vessant sud-oest del Roc Roi i desemboca al riu d'Albet.